# Calci
Calci is een gemeente in de Italiaanse provincie Pisa (regio Toscane) en telt 5980 inwoners (31-12-2004). De oppervlakte bedraagt 25,2 km², de bevolkingsdichtheid is 237 inwoners per km².
De volgende frazioni maken deel uit van de gemeente: La Pieve - capoluogo, La Gabella, La Corte, Rezzano, Montemagno, Pontegrande, Castelmaggiore, Tre Colli, Il Colle, Villa.

## Demografie
Calci telt ongeveer 2449 huishoudens. Het aantal inwoners steeg in de periode 1991-2001 met 6,1% volgens cijfers uit de tienjaarlijkse volkstellingen van ISTAT.
| Jaar | Inwoneraantal |
| ---- | ------------- |
| 1991 | 5504          |
| 2001 | 5838          |

## Geografie
De gemeente ligt op ongeveer 50 m boven zeeniveau.
Calci grenst aan de volgende gemeenten: Buti, Capannori (LU), San Giuliano Terme, Vicopisano.

## Externe link

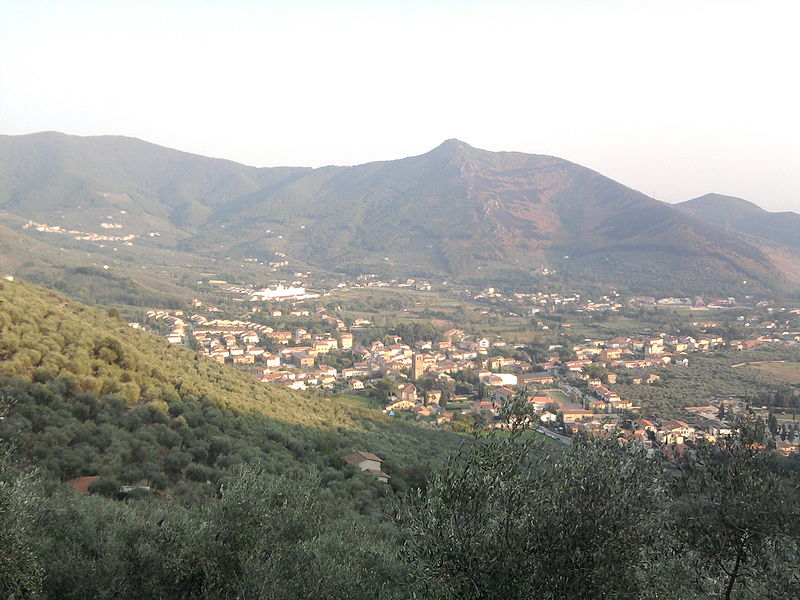
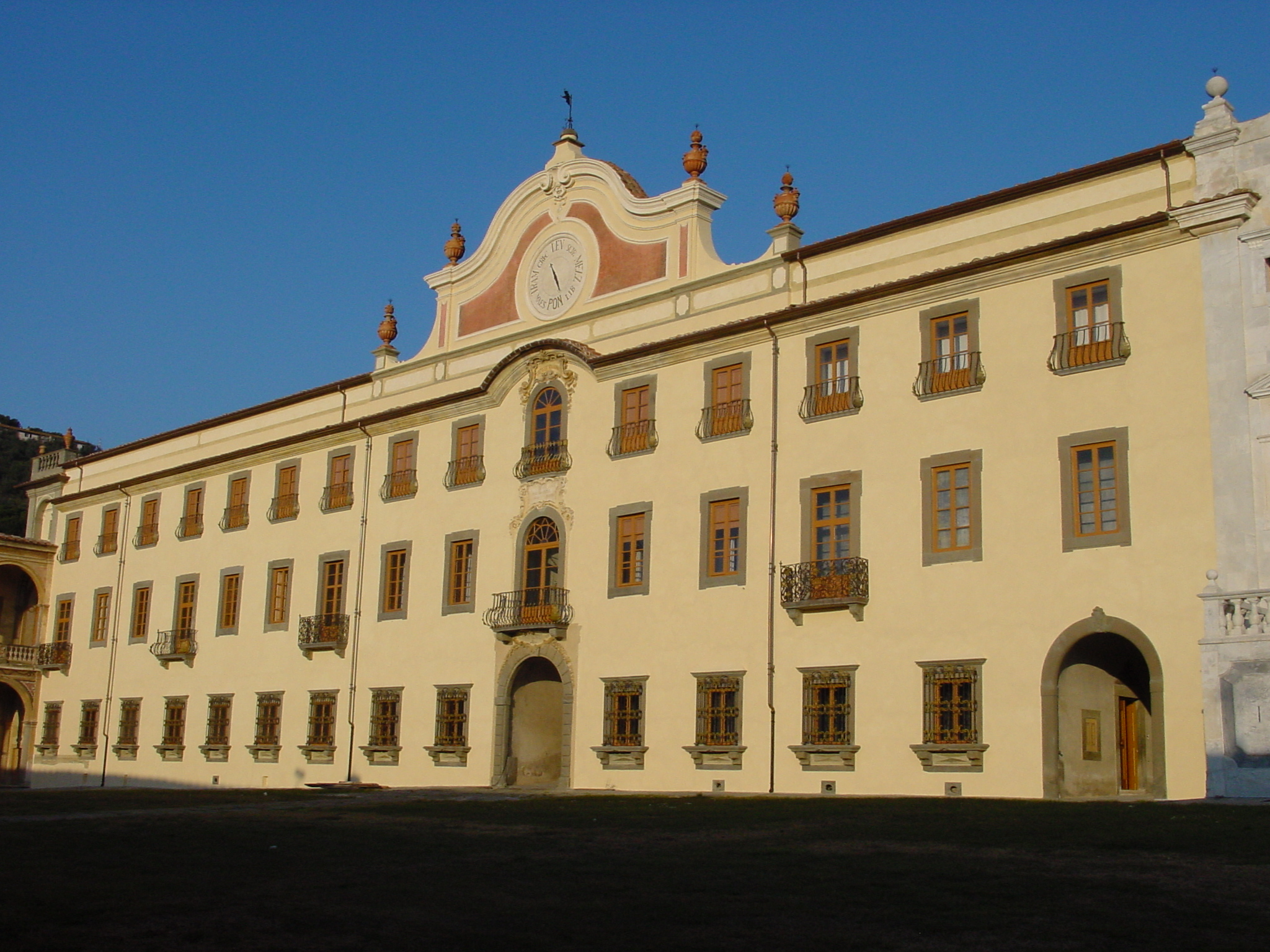
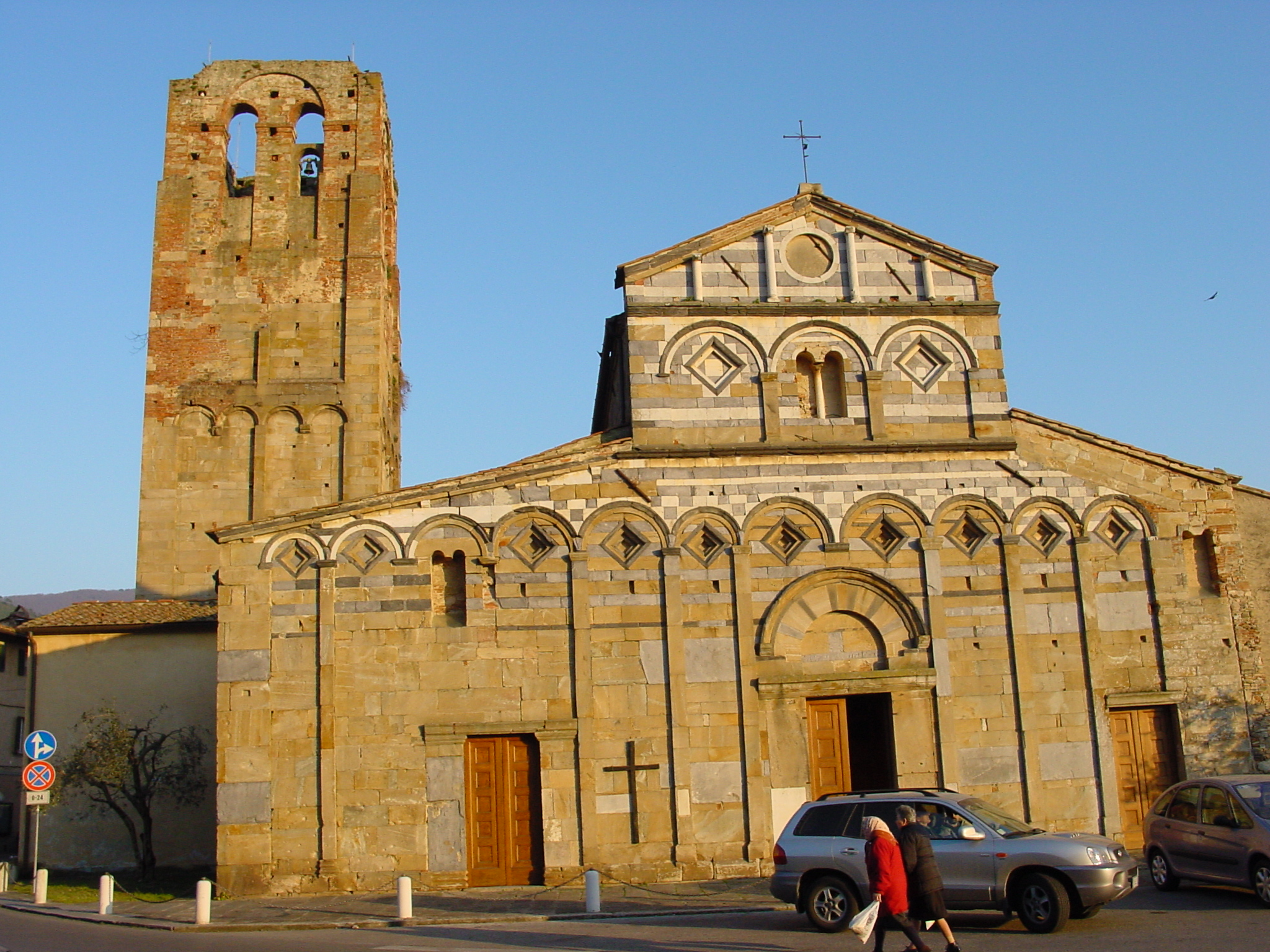
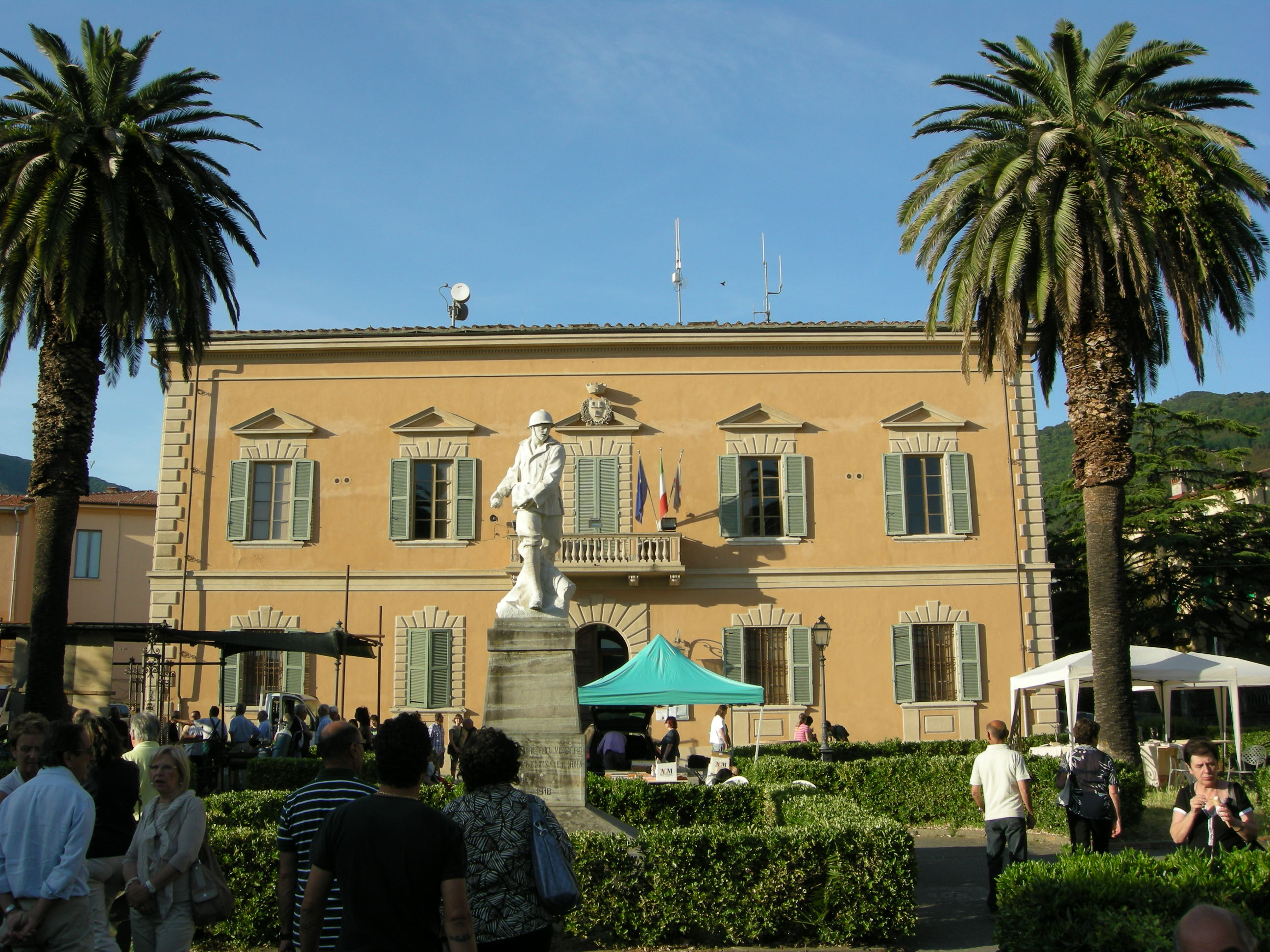